# Ketal-Porakh
Ketal-Porakh (ryska: Кеталпараг, azerbajdzjanska: Kətəlparaq, Kətəlpapaq) är en ort i Azerbajdzjan.   Den ligger i distriktet Bərdə Rayonu, i den centrala delen av landet, 240 km väster om huvudstaden Baku. Ketal-Porakh ligger 83 meter över havet och antalet invånare är 3 058.
Terrängen runt Ketal-Porakh är platt, och sluttar brant österut. Runt Ketal-Porakh är det ganska tätbefolkat, med 129 invånare per kvadratkilometer.. Närmaste större samhälle är Barda, 10,4 km norr om Ketal-Porakh.
Trakten runt Ketal-Porakh består till största delen av jordbruksmark.